# Колан
Ко́лан — вовняна, або ситцева пов'язка у вигляді широкої стрічки, яку носили на шиї, чи голові. Якщо на шиї, то на неї нашивали різнокольорові намистини. Парубки іноді нашивали колани на капелюхи.